# Hřebeč
Hřebeč (en allemand : Rebetz) est une commune du district de Kladno, dans la région de Bohême-Centrale, en République tchèque. Sa population s'élevait à 2 090 habitants en 2020.

## Géographie
Hřebeč se trouve à 5 km à l'est du centre de Kladno et à 21 km à l'ouest-nord-ouest de Prague.
La commune est limitée par Kladno à l'ouest et au nord, par Buštěhrad au nord-est, par Lidice à l'est et au sud, et par Dolany et Velké Přítočno au sud-ouest.

## Histoire
La première mention écrite de la localité date de 1285.